# Sololá (departement)
Sololá is een departement van Guatemala, gelegen in het zuidwesten van het land. De hoofdstad is de gelijknamige stad Sololá.
Het departement bestrijkt een oppervlakte van 1061 km² en heeft 421.583 inwoners (2018).
Sololá bevindt zich in de hooglanden van Guatemala. In het departement ligt het Meer van Atitlán (Lago de Atitlán), een door vulkanen omringd meer (caldera).

## Gemeenten
Het departement is ingedeeld in negentien gemeenten:
- Concepción
- Nahualá
- Panajachel
- San Andrés Semetabaj
- San Antonio Palopó
- San José Chacayá
- San Juan La Laguna
- San Lucas Tolimán
- San Marcos La Laguna
- San Pablo La Laguna
- San Pedro La Laguna
- Santa Catarina Ixtahuacán
- Santa Catarina Palopó
- Santa Clara La Laguna
- Santa Cruz La Laguna
- Santa Lucía Utatlán
- Santa María Visitación
- Santiago Atitlán
- Sololá

Alta Verapaz · Baja Verapaz · Chimaltenango · Chiquimula · El Progreso · Escuintla · Guatemala · Huehuetenango · Izabal · Jalapa · Jutiapa · Petén · Quetzaltenango · Quiché · Retalhuleu · Sacatepéquez · San Marcos · Santa Rosa · Sololá · Suchitepéquez · Totonicapán · Zacapa